# نگاه کن چه کسی می‌خندد
نگاه کن چه کسی می‌خندد (انگلیسی: Look Who's Laughing) فیلمی در ژانر کمدی به کارگردانی آلن دوان است که در سال ۱۹۴۱ منتشر شد. از بازیگران آن می‌توان به ادگار برگن، لوسیل بال، جیم جردن، متی کمپ و جیم جردن اشاره کرد.